# Olmeccyclops veracruzanus
Olmeccyclops veracruzanus is een eenoogkreeftjessoort uit de familie van de Cyclopidae. De wetenschappelijke naam van de soort is voor het eerst geldig gepubliceerd in 2010 door Suárez-Morales, Mendoza & Mercado-Salas.